# Worms Reinforcements
Worms Reinforcements – dodatek do gry Worms wyprodukowany przez Team 17 i wydany przez Ocean Software w 1996 roku. Ukazał się jedynie na komputery osobiste.
Często dodatek ten nazywany był Worms Plus, gdyż podczas rozgrywki na ekranie widniało logo gry wraz z małym żółtym znakiem "+". Od tej wersji gry do wielojęzycznych kwestii mówionych robaków dołączyły teksty w języku polskim. 